# بير التورس
ابير التورس بالإنجليزي (boer torres) بلدية تابعة لمقاطعة mederdra من أهم  قرى ولاية  ترارزة  واهمها من ناحية التاريخ
من أهم مدنها ابيرالتورس العاصمة انهكاره وانفرار وايشايه وبير الجودة
تأستت مدينة ابير التورس أوائل القرن الماضي
يعتمداقتصاد مدينة ابير التورس كغيرها من مدن البلدية على التنمية الحيوانيه